# Marian Dobmayer
Marian Dobmayer OSB, Taufname Johann Wolfgang Dobmayer, (* 24. Oktober 1753 in Schwandorf in der Oberpfalz; † 21. Dezember 1805 in Amberg) war ein deutscher Priester und Professor der Katholischen Theologie.

## Leben
Nach dem Gymnasium und ersten Studien der Philosophie und Theologie am Lyzeum in Amberg trat er 1772/73 in den Jesuitenorden ein. Da dieser bereits 1773/74 aufgehoben wurde, bat er im Benediktinerkloster Weißenohe (Oberfranken) um Aufnahme. Dort legte er mit dem Ordensnamen Marian 1774 die Profess ab und wurde 1778 zum Priester geweiht.
1781 bekam er einen Ruf auf den Lehrstuhl für Philosophie am Lyzeum in Neuburg an der Donau. 1787 kehrte er als Rektor und Professor für Dogmatik ans Lyzeum in Amberg zurück. Von dort wurde er 1794 auf den Lehrstuhl für Dogmatik und Patrologie der Universität Ingolstadt berufen. Nach der Umstrukturierung der dortigen theologischen Studien zog er sich 1799 in sein Kloster nach Weißenohe zurück, wo er zeitweise von den üblichen Pflichten im Konvent befreit wurde, um sich der Abfassung seines theologischen Hauptwerkes widmen zu können. 1802 beauftragte ihn der Abt, seinen Einfluss in der Hauptstadt München geltend zu machen, um die drohende Aufhebung der bayerischen Benediktinerklöster abzuwenden. Doch wie alle anderen Klöster wurde auch Weißenohe 1803 aufgehoben. Dobmayer erlangte seinen Lehrstuhl in Amberg wieder, verstarb aber dort bereits 1805.

## Wirkung
Unter den Schriften von Marian Dobmayers ragt ohne Zweifel die posthum erschienene, achtbändige Synthese der Theologie heraus, die zwischen 1807 und 1819 von seinem Schüler, Theodor Pantaleon Senestréy, Pfarrer von Tirschenreuth, unter dem Titel Systema Theologiae catholicae herausgegeben wurde. Dobmayers dogmatisches Hauptwerk zeichnet sich dabei durch vier Charakteristika aus: Die ernsthafte Auseinandersetzung mit der Philosophie der Aufklärung (u. a. Kant und Schelling) und der protestantischen Theologie, die gründliche biblische Fundierung, der weitgehende Verzicht auf scholastische Spekulationen sowie der Versuch, beständig die theologische Theorie und Tradition mit Leben zu erfüllen und praktisch umzusetzen.

## Schriften
- P. Mariani Dobmair ... schema praelectionum ex philosophia spirituum et elementis matheseos. Augsburg 1784.
- Auszug aus der theoretischen, und praktischen Philosophie, und den Anfangsgründen der Mathematick. Ingolstadt 1785.
- Lehrsätze aus den Gegenständen der ersten philosophischen Klasse zu Neuburg an der Donau. Ingolstadt 1786.
- Conspectus theologiae dogmaticae catholicae. Amberg 1789.
- Systema Theologiae catholicae. 8 Bände, herausgegeben von Theodor Pantaleon Senestréy. Sulzbach 1807–1819.
- Institutiones theologicae. 2 Bände, herausgegeben von Emmeram Salomon, Sulzbach 1823 (2. Aufl. 1833).